# Nuoto ai campionati europei di nuoto 2016 - 50 metri farfalla femminili
La gara dei 50 m farfalla femminili degli europei 2016 si è svolta il 16 e 17 maggio 2016. Il 16 maggio si sono svolte batterie (al mattino) e semifinali (al pomeriggio), mentre la finale il pomeriggio del giorno seguente.

## Podio
| Pos.    | Atleta            | Nazione     |
| ------- | ----------------- | ----------- |
| Oro     | Sarah Sjoestroem  | Svezia      |
| Argento | Jeanette Ottesen  | Danimarca   |
| Bronzo  | Francesca Halsall | Regno Unito |

## Record
Prima della manifestazione il record del mondo (RM), il record europeo (EU) e il record dei campionati (RC) erano i seguenti.
| Record mondiale       | 24"43 | Sarah Sjoestroem | 5 luglio 2014 Borås    |
| Record europeo        | 24"43 | Sarah Sjoestroem | 5 luglio 2014 Borås    |
| Record dei campionati | 24"87 | Sarah Sjoestroem | 18 agosto 2014 Berlino |

Durante la competizione non sono stati migliorati record.

## Risultati

### Batterie
| Pos. | Batteria | Corsia | Atleta                 | Nazionalità          | Tempo | Note |
| ---- | -------- | ------ | ---------------------- | -------------------- | ----- | ---- |
| 1    | 5        | 4      | Sarah Sjoestroem       | Svezia               | 25"59 | Q    |
| 2    | 4        | 4      | Jeanette Ottesen       | Danimarca            | 25"80 | Q    |
| 2    | 5        | 5      | Ranomi Kromowidjojo    | Paesi Bassi          | 25"80 | Q    |
| 4    | 3        | 4      | Francesca Halsall      | Regno Unito          | 26"01 | Q    |
| 5    | 5        | 6      | Therese Alshammar      | Svezia               | 26"05 | Q    |
| 6    | 4        | 5      | Maaike De Waard        | Paesi Bassi          | 26"32 | Q    |
| 7    | 5        | 2      | Nastja Govejsek        | Slovenia             | 26"36 | Q    |
| 8    | 3        | 5      | Mélanie Henique        | Francia              | 26"38 | Q    |
| 9    | 3        | 6      | Kimberly Busy          | Belgio               | 26"41 | Q    |
| 10   | 5        | 3      | Anna Dowgiert          | Polonia              | 26"44 | Q    |
| 11   | 3        | 3      | Elena Gemo             | Italia               | 26"46 | Q    |
| 12   | 4        | 3      | Emilie Beckmann        | Danimarca            | 26"47 | Q    |
| 13   | 4        | 6      | Silvia Di Pietro       | Italia               | 26"52 | Q    |
| 14   | 4        | 1      | Lucie Svecena          | Rep. Ceca            | 26"65 | Q    |
| 15   | 5        | 8      | Kim Busch              | Paesi Bassi          | 26"66 |      |
| 16   | 3        | 0      | Bryndis Hansen         | Islanda              | 26"68 | Q    |
| 17   | 3        | 2      | Anna Ntountounaki      | Grecia               | 26"74 | Q    |
| 18   | 4        | 2      | Marie Wattel           | Francia              | 26"90 |      |
| 19   | 2        | 4      | Mimosa Jallow          | Finlandia            | 26"92 |      |
| 20   | 5        | 1      | Dar'ya Stepanyuk       | Ucraina              | 26"92 |      |
| 21   | 5        | 7      | Kristel Vourna         | Grecia               | 26"95 |      |
| 22   | 3        | 8      | Amit Ivri              | Israele              | 26"95 |      |
| 23   | 3        | 9      | Keren Siebner          | Israele              | 26"96 |      |
| 24   | 4        | 7      | Sviatlana Khakhlova    | Bielorussia          | 27"10 |      |
| 25   | 2        | 5      | Ilaria Bianchi         | Italia               | 27"14 |      |
| 26   | 2        | 2      | Anna Kolarova          | Rep. Ceca            | 27"19 |      |
| 27   | 5        | 0      | Katarina Listopadova   | Slovacchia           | 27"19 |      |
| 28   | 4        | 8      | Svenja Stoffel         | Svizzera             | 27"30 |      |
| 29   | 5        | 9      | Emilia Pikkarainen     | Finlandia            | 27"34 |      |
| 30   | 2        | 8      | Amina Kajtaz           | Bosnia ed Erzegovina | 27"37 |      |
| 31   | 2        | 1      | Laura Stephens         | Regno Unito          | 27"37 |      |
| 32   | 4        | 0      | Barbora Misendova      | Slovacchia           | 27"39 |      |
| 33   | 2        | 3      | Gabriela Nikitina      | Lettonia             | 27"46 |      |
| 34   | 3        | 7      | Sasha Touretski        | Svizzera             | 27"47 |      |
| 35   | 1        | 5      | Susann Bjoernsen       | Norvegia             | 27"64 |      |
| 36   | 1        | 4      | Dobromira Ivanova      | Bulgaria             | 27"72 |      |
| 37   | 4        | 9      | Fanny Teijonsalo       | Finlandia            | 27"82 |      |
| 38   | 2        | 6      | Caroline Pilhatsch     | Austria              | 27"83 |      |
| 39   | 2        | 0      | Lisa Katharina Hoepink | Germania             | 27"86 |      |
| 40   | 2        | 7      | Tessa Nurminen         | Finlandia            | 27"90 |      |
| 41   | 2        | 9      | Gizem Bozkurt          | Turchia              | 28"09 |      |
| 42   | 1        | 3      | Margaret Markvardt     | Estonia              | 28"11 |      |
| 43   | 1        | 6      | Esra Kuebra Kacmaz     | Turchia              | 28"30 |      |
| 44   | 1        | 2      | Nida Eliz Ustundag     | Turchia              | 28"55 |      |
| 45   | 1        | 7      | Ana-Maria Damjanovska  | Macedonia            | 29"53 |      |
| DNS  | 3        | 1      | Anna Santamans         | Francia              | -     | -    |

### Semifinali

#### Semifinale 1
| Pos. | Corsia | Atleta            | Nazionalità | Tempo | Note |
| ---- | ------ | ----------------- | ----------- | ----- | ---- |
| 1    | 5      | Francesca Halsall | Regno Unito | 25"35 | Q    |
| 2    | 4      | Jeanette Ottesen  | Danimarca   | 25"70 | Q    |
| 3    | 3      | Maaike De Waard   | Paesi Bassi | 26"05 | Q    |
| 4    | 2      | Anna Dowgiert     | Polonia     | 26"10 | Q    |
| 5    | 6      | Mélanie Henique   | Francia     | 26"14 | Q    |
| 6    | 7      | Emilie Beckmann   | Danimarca   | 26"40 |      |
| 7    | 1      | Lucie Svecena     | Rep. Ceca   | 26"49 |      |
| 8    | 8      | Anna Ntountounaki | Grecia      | 26"75 |      |

#### Semifinale 2
| Pos. | Corsia | Atleta              | Nazionalità | Tempo | Note |
| ---- | ------ | ------------------- | ----------- | ----- | ---- |
| 1    | 4      | Sarah Sjoestroem    | Svezia      | 25"42 | Q    |
| 2    | 5      | Ranomi Kromowidjojo | Paesi Bassi | 25"63 | Q    |
| 3    | 3      | Therese Alshammar   | Svezia      | 25"98 | Q    |
| 4    | 1      | Silvia Di Pietro    | Italia      | 26"31 |      |
| 5    | 6      | Nastja Govejsek     | Slovenia    | 26"35 |      |
| 6    | 2      | Kimberly Buys       | Belgio      | 26"36 |      |
| 7    | 7      | Elena Gemo          | Italia      | 26"44 |      |
| 8    | 8      | Bryndis Hansen      | Islanda     | 26"71 |      |

### Finale
| Pos. | Corsia | Atleta              | Nazionalità | Tempo | Note |
| ---- | ------ | ------------------- | ----------- | ----- | ---- |
|      | 5      | Sarah Sjoestroem    | Svezia      | 24"99 |      |
|      | 6      | Jeanette Ottesen    | Danimarca   | 25"44 |      |
|      | 4      | Francesca Halsall   | Regno Unito | 25"48 |      |
| 4    | 3      | Ranomi Kromowidjojo | Paesi Bassi | 25"82 |      |
| 5    | 2      | Therese Alshammar   | Svezia      | 26"01 |      |
| 6    | 8      | Mélanie Henique     | Francia     | 26"12 |      |
| 7    | 7      | Maaike De Waard     | Paesi Bassi | 26"18 |      |
| 8    | 1      | Anna Dowgiert       | Polonia     | 26"22 |      |